# Zračna pista jedan
Zračna pista jedan ili Aeropista jedan (engl. Airstrip One) službeni je naziv za jednu od pokrajina fiktivne države Oceanije u Orwellovu romanu Tisuću devetsto osamdeset četvrtoj, gdje se odigrava cjelokupna radnja. Njezin teritorij obuhvaća Englesku, odnosno Britansko otočje, a sjedište joj je London.
Zračna pista jedan predstavlja najistureniji od svih teritorija Oceanije, s obzirom na to da se s druge strane La Manchea nalazi kontinentalna Europa koja pripada Euraziji. U romanu je navedeno da je Britanija, kao i druge europske zemlje, bila izložena strahovitim nuklearnim razaranjima tijekom revolucija i građanskih ratova 1950-ih koji su doveli do stvaranja triju svjetskih supersila. Grad Colchester u potpunosti je uništen, a protagonist Winston Smith, koji je u to vrijeme bio dječak, ima nejasna sjećanja na razaranja i gomile izbjeglica u mladosti.
Zračna pista jedan opisana je kao izuzetno sumorno mjesto koje se još nije oporavilo od ratnih razaranja i nad čijim osiromašenim i potpuno obespravljenim stanovništvom vlada totalitarni režim ingsoca koristeći brutalnu represiju te "sirovu" ali učinkovitu propagandu. U romanu je sugerirano da je Aeropista jedan dobila ime zbog politički motiviranog geografskog preimenovanja. London i drugi gradovi povremeno su izloženi napadima raketnih bomba iz susjedne Eurazije.
Većina stručnjaka smatra da je Orwellov opis Zračne piste jedan u mnogo čemu temeljen na njegovim vlastitim iskustvima i opažanjima svakodnevnog života Britanije u Drugom svjetskom ratu.
Kao i mnogi izrazi iz romana, Zračna pista jedan ušla je u širu upotrebu. To se prvenstveno odnosi na kontekst britanske politike nakon Drugog svjetskog rata te je postao popularan među kritičarima tzv. posebnih odnosa između Ujedinjenog Kraljevstva i SAD-a. Nazivajući Britaniju "Zračnom pistom jedan" oni obično napadaju britanske vlade da su, radi održanja dobrih odnosa sa SAD-om, pod parolom spremni žrtvovati kako britanske interese tako i prava i dobrobit britanskih građana, što od Britanije na kraju čini najobičnijeg američkog vazala, satelitsku državu ili koloniju. U tom se kontekstu 1980-ih izraz koristio za Britaniju pod Margaret Thatcher kada je za vrijeme hladnog rata stvoren čvrst savez s Ronaldom Reaganom. 2000-ih se koristio za Britaniju pod Tonyjem Blairom kada je pod parolom rata protiv terorizma stvoren savez s Georgeom W. Bushem.